# Marc de Vissac
Pour les articles homonymes, voir Vissac.
Le baron Louis Marc de Vissac est un avocat et historien français, né le 20 mars 1841 à Vernoux-en-Vivarais et mort le 15 septembre 1918 en Avignon.

## Biographie
Fils de Joseph Auguste César Alexandre de Vissac et de Gabrielle Eudoxie de Gumpertz, Louis Marc de Vissac nait le 20 mars 1841 au domicile de ses père et mère situé à Vernoux-en-Vivarais.
Il épouse le 17 janvier 1865, à La Bégude-de-Mazenc, Marie Antoinette de Vissac, fille de Jules Philippe César de Vissac, capitaine en retraite, maire de Blanzat et chevalier de la Légion d'Honneur et de l'ordre de première classe de Pie IX, et de Amable Pauline de Vissac, avec laquelle il aura :
- Marie Emmanuel Amable Raoul (1867[3]-1906[4]),
- Joseph Gabriel Henry (1879[5]-...).

## Carrière juridique
Il est élu, le 10 novembre 1886, bâtonnier de l'ordre des avocats du barreau de Riom.

## Engagements et fonctions
En 1891, il est conseiller au comité de Riom de la société de secours aux blessés militaires des armées de terre et de mer dite Croix-Rouge française, qui compte alors 36 membres.  Il occupe encore ces fonctions, en 1894.
Il est nommé, en septembre 1894, directeur de la succursale du Vaucluse du crédit foncier de France et installe ses bureaux en Avignon, au 37 rue Campasse.
Il est appelé à la vice-présidence du bureau du 2e congrès des sociétés savantes de Provence qui doit se tenir, à Arles, en mai 1909, à l'occasion du jubilé de Frédéric Mistral. Il est également membre, cette même année, du comité de patronage pour l'érection d'un monument à la gloire du poète.

## Distinctions

### L'Académie de Clermont-Ferrand
En fin d'année 1871, il offre à l'Académie des Sciences, Belles-Lettres et Arts de Clermont-Ferrand un exemplaire de son ouvrage Le monde héraldique : aperçus historiques sur le moyen-âge, ce qui lui vaut d'être inscrit sur la liste des candidats à la correspondance de l'académie, à la demande de messieurs Gomot, Ancelot et Aguilhon. Il est élu, au premier tour de scrutin, le 18 janvier suivant.
Reçu membre de l'académie le 20 mars 1873, élu au premier tour de scrutin, organisé pour remplacer Monsieur Blanchard,, il en est élu, au premier tour de scrutin, le 16 janvier 1890, vice-président.
Il est à l'origine, avec l'abbé Chardon et Théophile d'Aurelle, d'une proposition visant à la création d'une commission chargée de réviser le règlement de l'académie quant aux élections. Adoptée en séance du 22 janvier 1891, cette dernière est composée de François Boyer, de Félix Chaudessolle, d'Élie Jaloustre, de Francisque Mège et de l'abbé Randanne.
Le 21 janvier 1892, il est élu, au premier tour de scrutin, président de l'académie,.
Le 18 janvier 1894, l'académie renouvelant son bureau, élit Antoine Vernière, président.
Ayant remis sa démission, il est élu, le 17 janvier 1895, à un unique tour de scrutin, membre honoraire, sur proposition de François Boyer.
En sa qualité de membre de l'académie, il présente :
- en 1890, la candidature à la correspondance de Monsieur de Clérambault, conservateur aux hypothèques de Riom[15],
- en 1891, avec monsieur Bernet-Rollande, la candidature à la correspondance de Félix Artance, compositeur et maître de chapelle[21],
- en 1892, avec monsieur Bernet-Rollande, la candidature à la correspondance de l'abbé Émy, auteur d'un ouvrage consacré à La vie de l'abbé Imberdis[18],
- en 1893, avec Félix Artance, la candidature à la correspondance du docteur Grasset, auteur de nombreux ouvrages médicaux, notamment une thèse consacrée à la sensibilité cutanée chez les alcooliques[22].

### L'Académie de Vaucluse
Présenté par Victorin Laval, Alexis Mouzin et Léon Honoré Labande, il est reçu, à l'unanimité, membre titulaire de l'Académie de Vaucluse, le 18 octobre 1895.
En séance du 6 janvier 1898, il est élu, par 21 voix, président de la section histoire et archéologie.
Il est élu, le 7 mars 1902, au premier tour de scrutin, par 13 voix, vice-président de l'académie.
À compter de son élection, c'est une véritable frénésie de propositions de candidatures qui participe au rayonnement de l'académie. Ainsi, il présentera de nombreuses candidatures de notaires, de juristes, de militaires et plusieurs candidatures féminines.
Il est élu, le 7 janvier 1904, au premier tour de scrutin, par 20 voix sur 25 votants, président de l'académie, faisant suite à Gabriel Bourges.
Tout juste élu à la présidence de l'académie, il propose, en séance du 3 mars 1904, la célébration académique du sixième centenaire de la naissance du poète italien, Pétrarque, qui a séjourné, quoique de manière intermittente, près de vingt-deux ans, en Provence. Le principe de cette célébration ayant été votée à l'unanimité, l'académie décide d'organiser des fêtes littéraires, tant à Vaucluse qu'à Avignon, concordant avec celles se préparant à Arezzzo et dans plusieurs autres villes d'Italie. Considérant le succès de cette manifestation, le gouvernement italien lui décerne, en 1904, les insignes d'officier de l'ordre de la Couronne d'Italie,.
Les statuts de l'académie ne permettant pas de réélection, il laisse son siège de président à Alexandre Joleaud, élu au scrutin du 4 janvier 1906.
Le scrutin du 9 janvier 1908 le porte à nouveau à la présidence de l'académie, par 29 voix sur 31 votants, faisant suite à Alexandre Joleaud.
Le 6 janvier 1910, Alexis Mouzin est plébiscité par l'académie pour prendre sa suite à la présidence.
Le 6 janvier 1916, il est élu, pour la troisième fois, par 21 voix sur 24 votants, président de l'académie, faisant suite à Auguste Reboulet.

#### Parrainages
En sa qualité de membre de l'académie, il présente :
- en 1896, avec messieurs François de Grailly et Griolet, la candidature de monsieur Lassalle, capitaine-trésorier au 7e régiment du génie[32],
- en 1897, avec messieurs Alexis Mouzin et Léon Honoré Labande, la candidature de Paul Meissonnier, sous-directeur de l'institut des sourds-muets d'Avignon[33],
- en 1898, avec le docteur Marius Carre et Laval, la candidature de monsieur Rouvière, avoué à Avignon[24],
- en 1898, avec le docteur Marius Carre et René Dauvergne, la candidature du docteur Dauvergne[24],
- en 1898, avec messieurs le docteur Marius Carre et de Terris, la candidature de monsieur Tracol[24],
- en 1900, avec Victorin Laval et Léon Honoré Labande, la candidature de Pierre Marmoiton, procureur de la république à Riom[34],
- en 1902, avec Victorin Laval et le docteur Pansier, la candidature de monsieur Camatte, notaire à Avignon[25],
- en 1902, avec le marquis de Gérin-Ricard et Léon Honoré Labande, la candidature du baron d'Avon de Collongue, ministre plénipotentiaire, en résidence à Cadenet[25],
- en 1903, avec messieurs de Terris et Charles Le Gras, la candidature du baron Raoul de Vissac, son fils, au château de Montsauve, commune de Sauveterre[35],
- en 1904, avec messieurs de Terris et l'abbé Requin, la candidature de Roger de Beaulieu, notaire à Avignon[26],
- en 1904, avec messieurs de Terris et Léon Honoré Labande, la candidature de monsieur Antiq, notaire à Avignon[26],
- en 1904, avec Victorin Laval et Léon Honoré Labande, la candidature de monsieur Coulondre, député de Vaucluse[26],
- en 1904, avec Victorin Laval et Léon Honoré Labande, la candidature de monsieur Amalbert, maire de Vaucluse[26],
- en 1904, avec messieurs Lassalle et Léon Honoré Labande, la candidature de Daniel-Ernest Lagarde, inspecteur du crédit foncier à Avignon[26],
- en 1904, avec messieurs Limasset et Bonnecaze, la candidature de monsieur Madon, notaire à Avignon[26],
- en 1904, avec Victorin Laval et Léon Honoré Labande, la candidature de monsieur Marie, président du tribunal de commerce d'Avignon[26],
- en 1904, avec messieurs Gabriel Bourges et Châtelet, la candidature de Léonce Joleaud, licencié ès lettres[26],
- en 1904, avec messieurs Lassalle et Lagarde, la candidature de monsieur Lemaire, capitaine au 7e régiment du génie[26],
- en 1904, avec messieurs Léon Honoré Labande et de Faucher, la candidature de monsieur Marcowitz, professeur à l'école normale de Montélimar[26],
- en 1905, avec l'abbé Aurouze et Alexis Mouzin, la candidature de mademoiselle Houchart d'Entremont[27],
- en 1905, avec messieurs Joseph Didiée et Pellat, la candidature d'Alphonse Dorlhac de Borne, à Tarascon[27],
- en 1905, avec Joseph Didiée et le docteur Remy-Roux, la candidature de monsieur Garsin, notaire à la résidence d'Avignon[27],
- en 1905, avec messieurs Léon Honoré Labande et de Terris, la candidature de monsieur Ferrand, notaire à la résidence d'Avignon[27],
- en 1905, avec messieurs de Terris et Roger de Beaulieu, la candidature de monsieur Henri Vincenti, notaire à la résidence d'Avignon[27],
- en 1905, avec messieurs le docteur Remy-Roux et Alexis Mouzin, la candidature de monsieur de Lamorte-Félines, à Avignon[27],
- en 1905, avec messieurs Bonnecaze et Léon Honoré Labande, la candidature du comte de Chansiergues-Ornano[27],
- en 1905, avec messieurs Léon Honoré Labande et Lagarde, la candidature de monsieur Thévenet, directeur du crédit foncier à Nîmes[27],
- en 1905, avec messieurs Bonnecaze et de Chansiergues-Ornano, la candidature du comte Henri de Pontmartin, archiviste-paléographe aux Angles[27],
- en 1906, avec Léon Honoré Labande et Joseph Didiée, la candidature de monsieur Reymond, greffier de la justice de paix, à Avignon[4],
- en 1906, avec le chanoine Durand et l'abbé Louis Valla, la candidature de monsieur Dubourguier, notaire à la résidence de Saint-Laurent-des-Arbres[4],
- en 1906, avec messieurs Joleaud et le baron d'Avon de Collongue, la candidature du baron de Bacciochi[4],
- en 1908, avec messieurs de Terris et Charles Le Gras, la candidature de Joseph Legras[29],
- en 1908, avec messieurs l'abbé Aurouze et Giraud de la Boulie, la candidature de l'Abbé Juge[29],
- en 1908, avec messieurs Bonnecaze et Joseph Girard, la candidature de monsieur d'Ibarrard d'Etchevoyen[29],
- en 1908, avec messieurs Ducos et Méritan, la candidature du comte de Nicolaï, à Châteauneuf-du-Pape[29],
- en 1908, avec René Dauvergne et Joseph Girard, la candidature de Pierre Roux, avoué à Avignon[29],
- en 1908, avec messieurs Léon Honoré Labande et Bonnecaze, la candidature d'Adrien de Faucher, avocat à Marseille[29],
- en 1908, avec René Dauvergne et Charles Le Gras, la candidature de monsieur Roux, notaire à la résidence de Cavaillon[29],
- en 1908, avec Léon Honoré Labande et Joseph Eysséric, la candidature de monsieur Caillet, avocat à Carpentras[29],
- en 1908, avec les barons d'Avon de Collongue et de Bacciochi, la candidature de Ernest Abric, ancien officier[29],
- en 1909, avec Jules Pernod et le baron de Bacciochi, la candidature d'Édouard de Montillet[36],
- en 1909, avec messieurs Auguste Palun et Bonnecaze, la candidature de Pierre Thomas[36],
- en 1909, avec messieurs de Terris et Alexis Mouzin, la candidature du duc de la Salle de Rochemaure[36],
- en 1909, avec les barons d'Avon de Collongue et de Bacciochi, la candidature du commandant Maurice du Laurens d'Oiselay, commandant en retraite[36],
- en 1909, avec messieurs Auguste Palun et Bonnecaze, la candidature de la comtesse René d'Adhémard de Cransac[36],
- en 1909, avec messieurs Joseph Girard et Bonnecaze, la candidature de madame veuve Boissière née Roumanille[36],
- en 1909, avec Lucien Gap et Joseph Girard, la candidature d'Isidore Lazare, directeur d'école à Jonquières[36],
- en 1910, avec le docteur Alphant et Joseph Girard, la candidature de monsieur Cahuzac, directeur du crédit foncier[30],
- en 1910, avec messieurs Naquet et Joseph Didiée, la candidature de monsieur Sappey, directeur de l'enregistrement[30],
- en 1912, avec messieurs Chambon et Alexis Mouzin, la candidature de Jeanne-Hélène Fanau[37],
- en 1913, avec Charles Le Gras et la baron de Bacciochi, la candidature de Nicolas de Susini, inspecteur régional d'assurances[38],
- en 1913, avec les docteurs Fortuné Bec et Penne, la candidature du docteur Tartanson[38],
- en 1913, avec l'abbé Aurouze et le docteur Remy-Roux, la candidature de monsieur Maucuer, notaire à la résidence de Sorgues[38],
- en 1913, avec Eugène de Ribier et le docteur Rémy-Roux, la candidature de monsieur Maîtrot de Varennes, ancien préfet et ancien trésorier-payeur général[38],
- en 1913, avec Charles Le Gras et le commandant Maurice du Laurens d'Oiselay, la candidature de Paul Collard, ancien résident de France au Cambodge[38],
- en 1913, avec l'abbé Aurouze et le docteur Remy-Roux, la candidature d'Armand de Conchy[38],
- en 1914, avec le colonel Fichaux et la capitaine Reboulet, la candidature du colonel Schoeffer[39],
- en 1916, avec Honoré Vernet et Joseph Didiée, la candidature du commandant de Loye[31],
- en 1916, avec Hippolyte Jean et Joseph Didiée, la candidature de Georges Béziat, rédacteur au Petit provençal[31],
- en 1916, avec Joseph Girard et Joseph Didiée, la candidature de Gabriel Raymond, agent général d'assurances[31],
- en 1916, avec Alexis Mouzin et Charles Le Gras, la candidature du comte Gaston de Raousset-Boulbon[31],
- en 1916, avec monsieur de Chansiergues-Ornano et le commandant Maurice du Laurens d'Oiselay, la candidature du général H. de Félix[31],
- en 1917, avec Jules Charles Roux et le docteur Gabriel Colombe, la candidature de madame Auguste Palun[40],
- en 1917, avec le capitaine René Pernod et la commandant Maurice du Laurens d'Oiselay, la candidature du capitaine Lullé-Déjardin[40],
- en 1917, avec monsieur Dubourguier et Joseph Didiée, la candidature du capitaine Édouard Sorbier, du 86e régiment d'infanterie de ligne, à Saint-André-de-Roquepertuis[40],
- en 1917, avec Charles Le Gras et Pierre Thomas, la candidature de Robert Thomas, ancien officier[40],
- en 1917, avec Jules Charles Roux et Alexis Mouzin, la candidature d'Edgard de Vernéjouls, publiciste à Nyons[40].

### Société d'archéologie de Clermont-Ferrand
Il est nommé[Quand ?] président de la société d'archéologie de Clermont-Ferrand.

## Publications, ouvrages et conférences
- de Gumpertz. Seigneurs de Gusten (1868)[41],
- Le monde héraldique : aperçus historiques sur le moyen-âge (1870)[42],
- Allégories et symboles : énigmes, oracles, fables, apologues, paraboles, devises, hiéroglyphes, talismans, chiffres, monogrammes, emblêmes, armoiries (1872)[13],
- Notice biographique sur M. Archon-Despérouses (1874)[41],
- Châteaugay et ses seigneurs : Giac et Laqueille - Chroniques du pays d'Auvergne (1880)[43],
- Un conventionnel du Puy-de-Dôme : Romme le montagnard (1883)[44],[43],
- Le journal de l'oratoire de Riom (1884)[41],[45],
- L'église Saint-Amable de Riom (1888)[46],
- Chronique de la ligue dans la Basse-Auvergne (1888)[47],
- L'église Notre-Dame-du-Marthuret (1889)[48],
- Notice biographique sur M. le président Ancelot (1890)[15],
- Les révolutionnaires du Rouergue : Simon Camboulas (1893)[49],[50],
- Amable Faucon, poète limagnien (1896)[41],[51],
- Le tribunal criminel du Puy-de-Dôme - 1791 à 1800 (1897)[41],[20], dont il reçoit hommage de l'académie des sciences, belles-lettres et arts de Clermont-Ferrand, le 3 juin 1897[52],
- Victor Persat ou mémoires d'un faux dauphin (1899)[53],[54],
- Un vauclusien devant la commission militaire de l'an VI, conférence donnée à l'académie de Vaucluse (1901)[55],
- Les jolies filles d'Avignon, causerie (1901)[56],
- Mémoire sur Jean de Berry et sa conquête de l'Auvergne (1903)[35],
- Notice biographique sur John-Stuart Mill, lue à l'Académie de Vaucluse (1905)[27],
- Mademoiselle de Sombreuil et l'hôtel des invalides d'Avignon, causerie (1905)[27],
- Dom Pernety et les illuminés d'Avignon, conférence donnée à l'académie de Vaucluse (1906)[4],
- Ambassade de la ville d'Avignon au pape Clément IX (1667-1668) (1907)[4],[57],[58],
- Le pont d'Avignon, conférence donnée à l'académie de Vaucluse (1907)[57],
- Jean-Perrinet Parpaille (1559-1562), conférence donnée à l'académie de Vaucluse (1908)[36],[29],
- Paul de Cadecombe, conférence donnée à l'académie de Vaucluse (1908)[29],
- L'abbé Bridaine (1701-1767) (1909)[58],
- Le lieutenant-général marquis de Rochechouart. Troisième réunion d'Avignon et du comtat à la France (1768-1774), mémoire (1910)[30],
- Un intime d'Esprit Calvet : Le lieutenant-général marquis Charles de Calvières, mémoire (1911)[59],
- Le journal du chanoine Arnavon, mémoire (1911)[59],[37],
- L'arc-en-ciel des confréries des pénitents d'Avignon (1911)[58],
- La marquise de Ganges : une famille dramatique (1911)[58],
- Le chevalier de Folard (1669-1752) (1913)[37],[58],
- Un holocauste à Avignon : au temps des guerres religieuses, conférence donnée à l'académie de Vaucluse (1913)[38],
- Les fantaisies du président de Brosses, conférence donnée à l'académie de Vaucluse (1914)[39],
- La capitainerie de Sorgues, conférence donnée à l'académie de Vaucluse (1915)[60],
- Le président Durini et son code (1774-1776), conférence donnée à l'académie de Vaucluse (1916)[31],
- Un compagnon de Latude à la Bastille : le comtadin d'Alègre, conférence donnée à l'académie de Vaucluse (1917)[40],
- Une vendetta en Avignon (1606-1614) (1918)[56].